# Modou Tambedou
Modou Tambedou (4 april 2003) is een Senegalees voetballer die sinds 2025 uitkomt voor Nõmme Kalju FC.

## Carrière

### SV Zulte Waregem
Tambedou ondertekende in juli 2022 een tweejarig contract bij de Belgische eersteklasser SV Zulte Waregem. Eerder speelde hij enkele jaren in Italië, bij Brescia Calcio en Venezia FC.
Toen centrale verdediger Timothy Derijck vlak voor de competitiestart uitviel met een blessure, kreeg Tambedou van zijn landgenoot Mbaye Leye op de openingsspeeldag van de Jupiler Pro League een basisplaats tegen RFC Seraing. Tambedou, nochtans gehaald als middenvelder, maakte indruk centraal achterin en bleef in de ploeg staan. In september 2024 werd Tambedou naar de B-kern gestuurd. Op 3 februarie 2025 werd zijn contract wederzijds ontbond.

### Nõmme Kalju FC
Op 28 februari tekende Tambedou een contract bij de Estse voetbalclub Nõmme Kalju FC.

## Clubstatistieken
| Seizoen         | Club             | Land             | Competitie      | Competitie | Competitie | Beker | Beker | Totaal | Totaal |
| Seizoen         | Club             | Land             | Competitie      | Wed.       | Dlp.       | Wed.  | Dlp.  | Wed.   | Dlp.   |
| --------------- | ---------------- | ---------------- | --------------- | ---------- | ---------- | ----- | ----- | ------ | ------ |
| 2022/23         | SV Zulte Waregem | Vlag van België  | Eerste Klasse A | 18         | 1          | 2     | 0     | 20     | 1      |
| 2023/24         | SV Zulte Waregem | Vlag van België  | Eerste Klasse B | 23         | 1          | 3     | 0     | 26     | 1      |
| 2024/25         | SV Zulte Waregem | Vlag van België  | Eerste Klasse B | 0          | 0          | —     | —     | 0      | 0      |
| 2025            | Nõmme Kalju FC   | Vlag van Estland | Meistriliiga    | 0          | 0          | —     | —     | 0      | 0      |
| Carrière totaal | Carrière totaal  | Carrière totaal  | Carrière totaal | 41         | 2          | 5     | 0     | 46     | 2      |

Bijgewerkt op 2 maart 2025.